# Батц, Вильгельм
Вильгельм «Вилли» Батц  (нем. Wilhelm Batz, 21 мая 1916, Бамберг, Бавария — 11 сентября 1988, Леверкузен, Северный Рейн-Вестфалия) — немецкий воздушный ас Второй мировой войны. Шестой по результативности ас люфтваффе, одержавший 237 побед.

## Карьера
После рекрутской подготовки Вилли направили в Люфтваффе (1 ноября 1935 года). Закончив начальный курс обучения пилота-истребителя Батц был переведен в летную школу в Бад- Айблинге. Всего за время обучения он налетал 5240 часов.
С конца 1942 года служил в запасной части JG 52 2./ErgGr «Ost». Первый бой провел на Восточном фронте в декабре 1942 года. С 1 февраля 1943 года занимал должность адъютанта в II./JG 52. Первый самолет сбил 11 марта 1943 года (ЛаГГ-3). В мае 1943 года был назначен командиром 5./JG 52. Значительных успехов Батц добился только во время битвы на Курской дуге. До 9 сентября 1943 года одержал 20 побед, а до конца ноября 1943 года ещё 50.
В марте 1944 года Батц одерживает свою 101-ю воздушную победу. В конце мая 1944 года в течение семи боевых вылетов сбил целых 15 самолетов. 26 марта 1944 года Батц получил Рыцарский крест, а 20 июля 1944 года Дубовые листья.
В июле 1944 года сражался над Румынией, где сбил бомбардировщик В-24 «Либерейтор» и два истребителя Р-51В «Мустанг». К концу 1944 года на боевом счету Батца числилось уже 224 воздушные победы. В 1945 году он стал командиром II./JG 52. 21 апреля 1945 года награждён Рыцарским крестом с Дубовыми Листьями и Мечами (Nr. 145).
Всего за годы войны Батц произвел 445 (по другим данным — 451) боевых вылетов и сбил 237 самолетов. 232 победы одержаны на Восточном фронте, а пять — на Западном, включая два четырехмоторных бомбардировщика. Сам был сбит четыре раза и трижды ранен. Летал на самолетах Мессершмитт Bf.109G и Bf.109K
Дважды в течение одного дня сбивал по 15 и 16 самолетов.
После войны служил в бундеслюфтваффе и вышел в отставку в звании оберста.